# Бычок-гонец
Бычок-гонец (лат. Babka gymnotrachelus) — вид лучепёрых рыб семейства бычковых.
Относится к роду Babka, который ранее считался подродом рода Neogobius, но был описан как отдельный монотипический род на основании молекулярного анализа.

## Описание

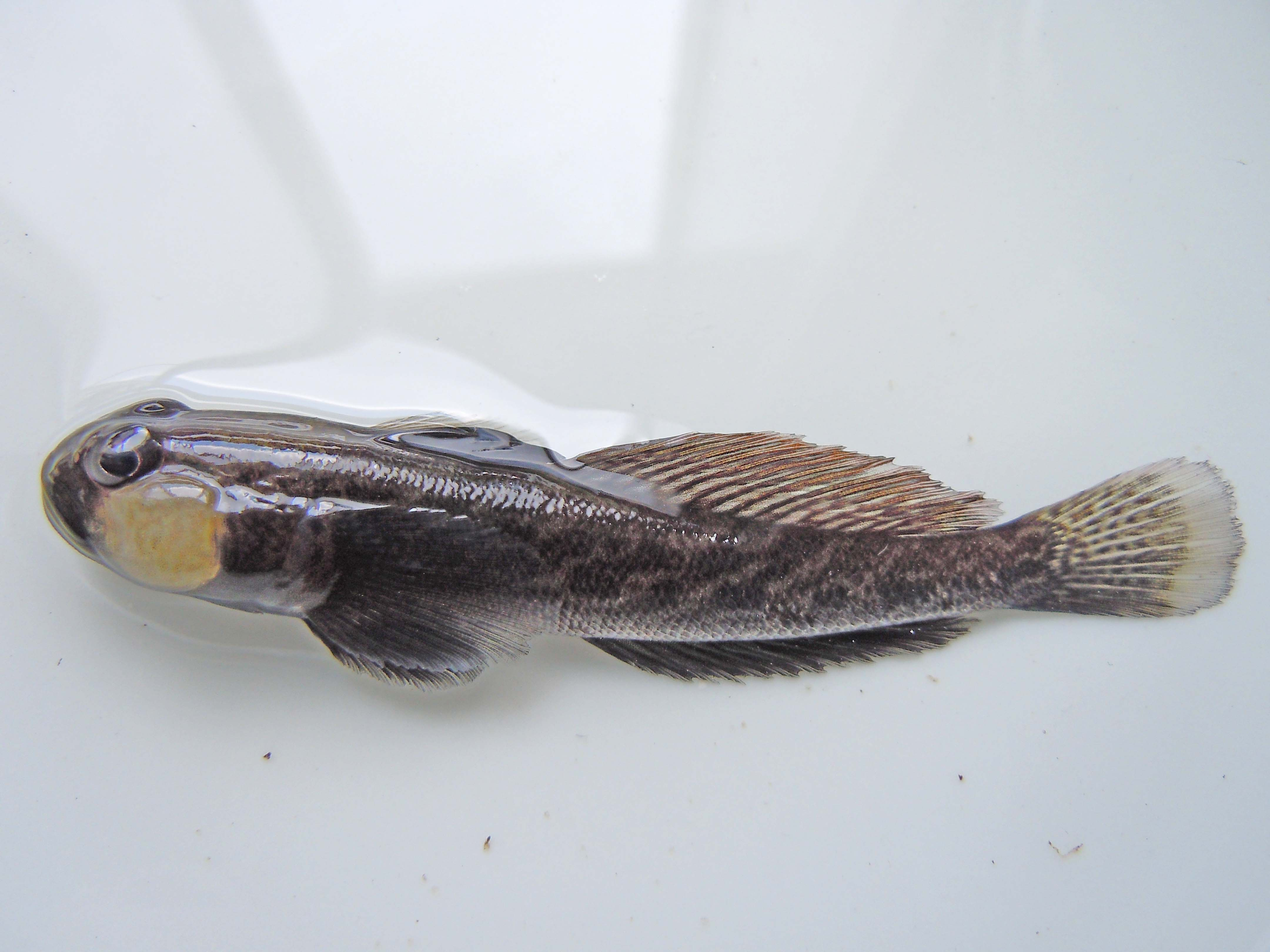

Наибольшая длина тела самцов 16,1 см, самок 13,3 см. Продолжительность жизни до 4–5 лет. Тело удлинённое, невысокое, едва сжатое с боков. Передняя часть затылка до уровня предкрышки, жаберная крышка, грудь, основа грудных плавников и частично брюхо голые, не покрыты чешуёй. Голова относительно короткая, на уровне глаз её высота равна или несколько больше ширины. Рыло закруглённое. Рот относительно небольшой. Верхняя губа утолщена, высотой везде одинакова, нижняя челюсть заканчивается на уровне передней четверти глаза. Брюшной диск всегда достигает анального отверстия или заходит на него. Второй спинной плавник высотой одинаковый на всём протяжении. Плавательного пузыря у взрослых рыб нет. Общий фон окраски серовато-коричневатый или сероватый, светлый на брюшной стороне. На спине и боках спаренные, направленные косо сверху вниз и вперёд, 8–-12 тёмных буроватых полос-пятен, на голове сверху и по бокам извилистые тёмные полоски. Спинные плавники с несколькими продольными тёмными полосами и рядами коричневатых точек-пятнышек.

## Ареал
Распространение вида: бассейны Чёрного, Азовского, Каспийского морей.
Обитает вдоль всех опреснённых прибрежных участков Чёрного моря от Дуная до Днепра и в его лиманах, а также в бассейнах Дуная, Днестра, Южного Буга, Днепра и Северского Донца, отмечался в Ягорлицком, Тендровском и Каркинитском заливах, у Карадага и Керчи. Обитает в Азовском море и его лиманах, а также в устьевых участках и, частично, в нижнем течении рек Северного Приазовья, отмечен в некоторых реках Крыма.

## Биология
Пресноводно-солоноватоводная рыба. Биология изучена недостаточно. Донная жилая рыба, которая обитает в реках, а также в мелководных участках моря и лиманов. Держится мест с заиленным песчаным, мелко-каменистым или ракушечным грунтом на глубинах до 2–5 м в реках и до 16 м в море. Половой зрелости достигают в возрасте двух лет. Размножение в апреле-июне. Нерест порционный, проходит при температуре воды 9–20 °С (пик в мае при 16–17 °С) на прибрежных участках с плотным илисто-песчаным грунтом и россыпями камней и ракушечника. Самец обустраивает и охраняет гнездо, в которое откладывают икру несколько самок. При температуре воды 20 °С личинки выклёвываются из икры через две недели после её оплодотворения. Питается ракообразными, червями, моллюсками, личинками насекомых, мелкими рыбами и их икрой.